# Extintor
Um extintor de incêndio (do latim extinctore) é um equipamento de segurança que possui a finalidade de extinguir ou controlar princípios de incêndios em casos de emergência. Em geral, é um cilindro que pode ser carregado até o local do foco do incêndio, contendo um agente extintor sob pressão.

## História
O médico alemão M. Fuchs inventou em 1734 bolas de vidro cheias de um solução salina destinadas a ser atiradas no fogo. O moderno extintor de incêndio automático foi inventado por um militar inglês, o capitão George William Manby, depois de ter presenciado um incêndio em 1813 em Edimburgo que começou no quinto andar de um edifício no qual as mangueiras não alcançavam devido a altura da edificação. Nada pode fazer para evitar que o fogo se espalhasse e tomasse o quarteirão.
Vendo tal fato, o capitão George declarou, convicto que a aplicação de água num momento crítico, mesmo em pequena quantidade, exerce efeito. Porém, utilizando uma quantidade muito superior num momento posterior, não surtiria efeito, pois, na velocidade em que as chamas se propagam, a destruição é certa.
Em 1816, ele inventou um aparelho cilíndrico de cobre, com 60 centímetros de altura e capacidade de 15 litros. Era envasado com até três quartos de um líquido que Manby descrevia como fluido anti chamas com uma solução de potassa cáustica. O espaço restante era cheio de ar comprimido.

## Manutenção

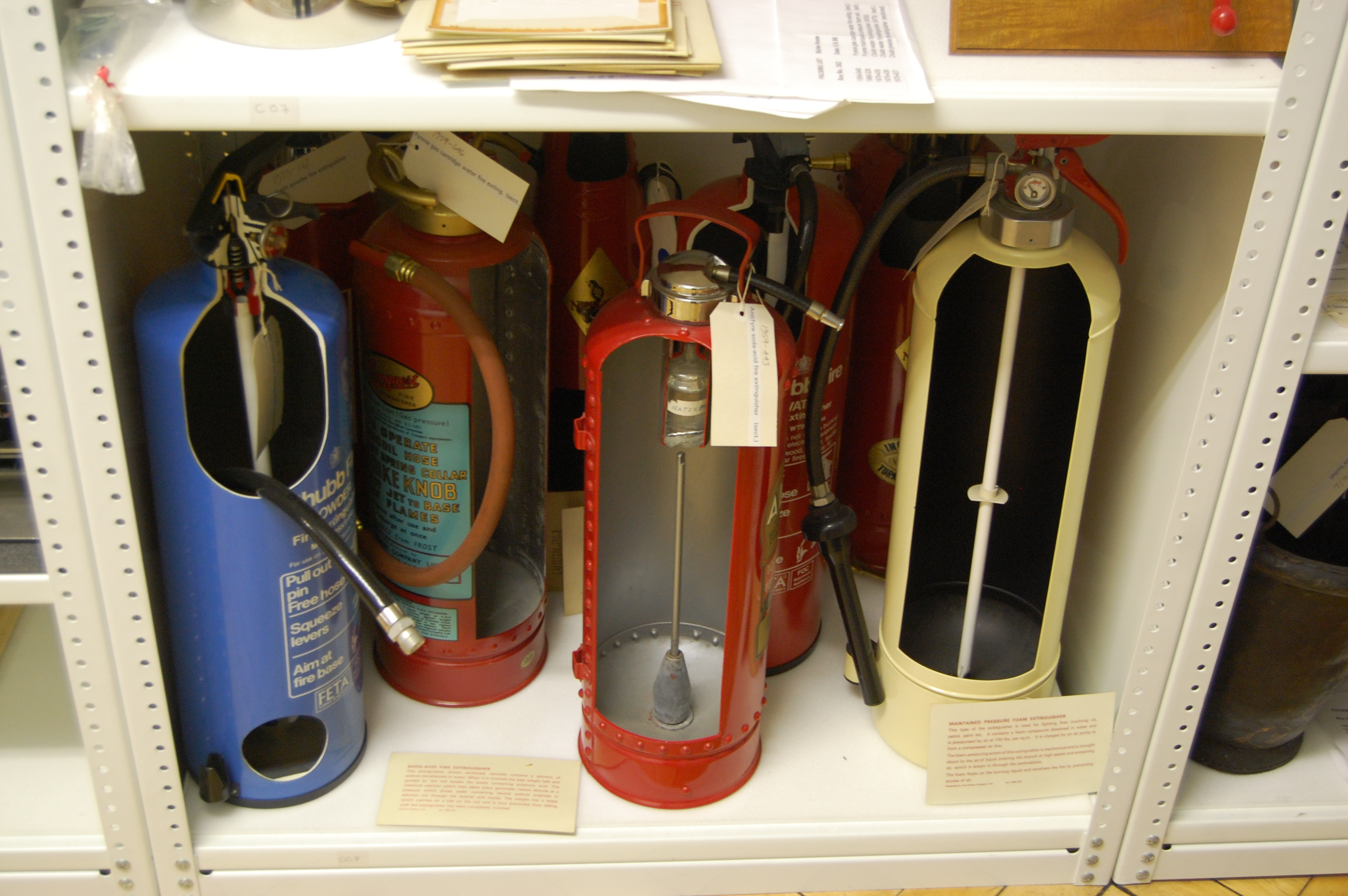

Os extintores precisam ter sua carga renovada regularmente, em intervalos estabelecidos pelo fabricante.
Cada modelo de extintor tem sua característica específica desde sua compra, por exemplo:
- Os extintores de Água ao serem adquiridos tem sua validade de 1 ano para recarga e 5 anos para teste hidrostático;

- Os extintores de CO2 (Dióxido de Carbono) ao serem adquiridos tem sua validade de 1 ano para recarga, 5 anos para teste hidrostático, porém possuem a obrigatoriedade de verificação semestral do peso total e em caso de perda superior à 10% o mesmo deve ser enviado para manutenção, mesmo antes de completar 1 ano;

- Os extintores de Pó Químico se dividem em dois grupos "BC" e "ABC", os dois modelos podem ser adquiridos com sua primeira recarga válida de 1-3 anos e o teste hidrostático a cada 5 anos; 
  - Os extintores PQS BC estão compreendidos os cilindros com pesos de 4 kg, 6 kg, 8 kg, 12 kg, 20 kg entre outros;
  - Os extintores PQS ABC estão compreendidos os cilindros com pesos de 0,9 kg, 2 kg, 4 kg, 6 kg, 8 kg, 12 kg entre outros. Uma das características com um diferencial nestes equipamentos está no cilindro de 0,9 kg, pois possuem sua validade de 5 anos e são descartáveis.

## Agentes extintores

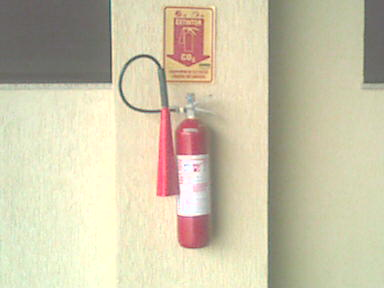
Extintor de CO_{2}

Os extintores são carregados com agentes que ajudam a combater o princípio de incêndio. Diferentes agentes combatem princípios de incêndios usando suas diferentes propriedades, podendo ser mais ou menos eficazes dependendo do material que está em combustão.
- Água pressurizada, que extingue o fogo por resfriamento. Utilizada em materiais sólidos como madeira, papel, tecidos e borracha.
- Bicarbonato de sódio, também chamado de Pó Químico BC, é usado para apagar incêndios de líquidos e gases inflamáveis e equipamentos elétricos.
- Fosfato monoamônico, também chamado de Pó ABC, extingue incêndios de sólidos, líquidos, gases e eletricidade.
- Dióxido de Carbono (CO2), que extingue o fogo por retirar o oxigênio. Utilizado em líquidos e gases (como a gasolina, o álcool e o GPL) e materiais condutores que estejam potencialmente conduzindo corrente elétrica.
- Espuma, usada em incêndios de líquidos e sólidos.
- Halon, utilizado em equipamentos elétricos por apagar incêndios sem deixar resíduos. Foi banido pelo Protocolo de Montreal por ser nocivo a camada de ozônio.
- NAF, indicado para extinção em áreas ocupadas ou que possuam equipamentos eletrônicos. É considerado um Agente Limpo, pois não é residual, possui baixa toxicidade e não prejudica a camada de ozônio. Também não conduz eletricidade e é eficaz, substituindo o uso do Halon.

## Classes de incêndios
O agente extintor mais apropriado para cada tipo de incêndio depende do material que está em combustão. Em alguns casos, alguns agentes extintores não devem ser utilizados pois colocam em risco a vida do operador do equipamento. Os extintores trazem em seu corpo as classes de incêndio para as quais é mais eficiente, ou as classes para as quais não devem ser utilizados:
| Classe   | Forma Geométrica  | Ícone | Uso                                 |
| -------- | ----------------- | ----- | ----------------------------------- |
| Classe A | Triângulo verde   |       | Sólidos, como madeira e papel       |
| Classe B | Quadrado vermelho |       | Líquidos e gases inflamáveis        |
| Classe C | Círculo azul      |       | Incêndios de equipamentos elétricos |
| Classe D | Estrela amarela   |       | Metais combustíveis                 |
| Classe K | Hexágono preto    |       | Óleos e gorduras                    |

## Instalação

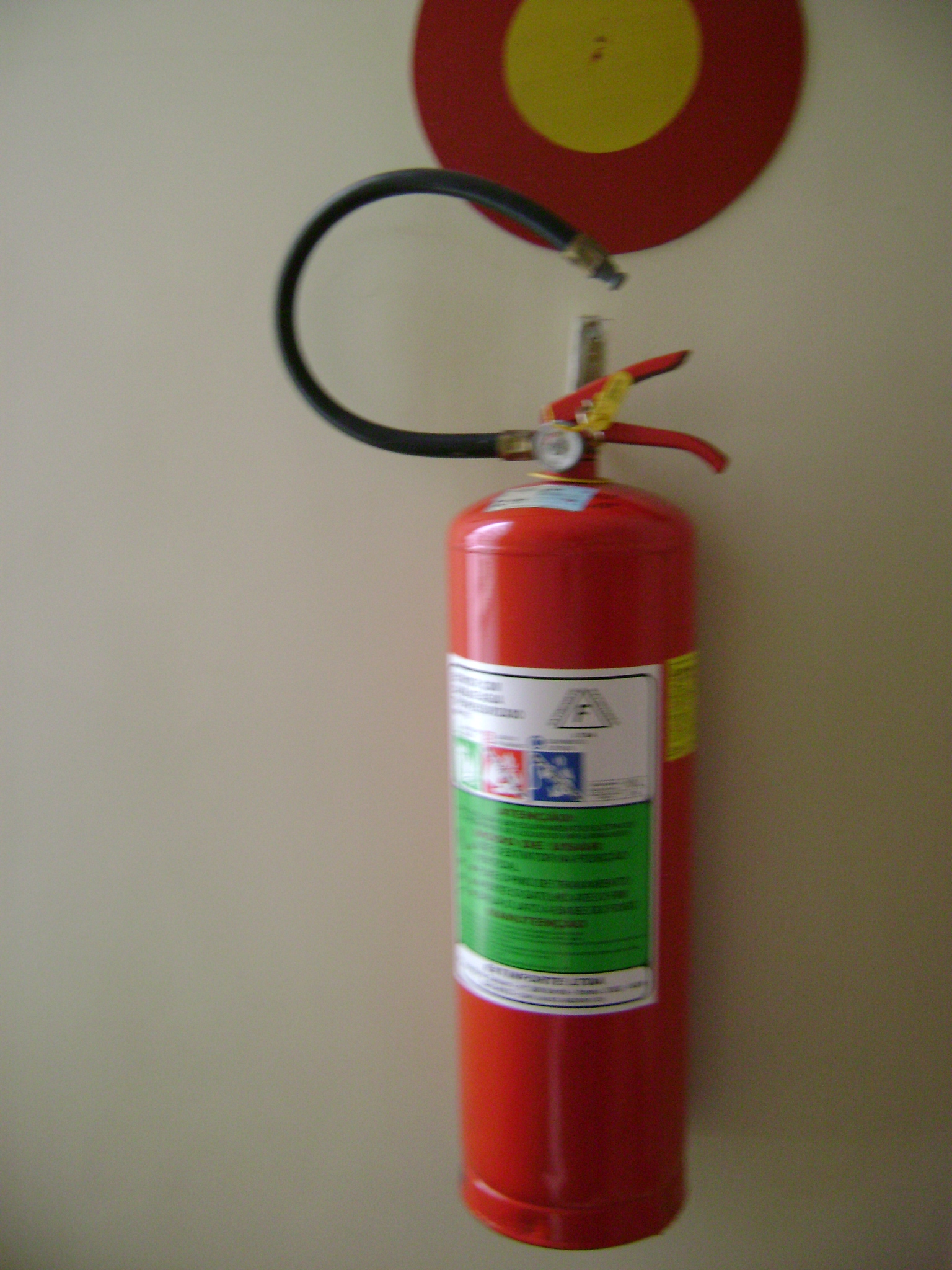
No Brasil, o círculo amarelo dentro de um vermelho indica o lugar em que o extintor deve estar.

A distância máxima a ser percorrida por uma pessoa do incêndio até o extintor varia com o risco de incêndio ao qual a construção está exposta. Em locais de risco alto não pode passar de 10 metros, e em locais de risco baixo pode chegar até a 25 metros. Isto orienta os engenheiros a como posicionar os extintores e quantos deles serão necessários.
Em locais de riscos isolados, devem ser instalados extintores de incêndio independente da proteção geral da edificação ou risco, tais como: casa de caldeira; casa de bombas; casa de força elétrica; casa de máquinas; galeria de transmissão; incinerador; elevador/escada rolante (casa de máquinas); ponte rolante, quadro de redução para baixa tensão; transformadores; contentores de telefonia, central de gás, gerador, etc.
O extintor deve estar afixado na parede ou no chão, desde que esteja apoiado em um suporte apropriado. O local onde o extintor está instalado precisa ser sinalizado adequadamente com uma placa. Caso o piso seja rústico, deve haver uma marcação também no piso. Recomenda-se aos automóveis a possuírem extintores portáteis adequados para conter um princípio de incêndio em caso de problemas de natureza elétrica ou mecânica.